# 점암초등학교
점암초등학교는 대한민국 전라남도 고흥군 점암면 모룡리에 있는 공립 초등학교이다.

## 학교 상징
- 교화 : 국화 - 정직, 사랑, 장수
- 교목 : 소나무 - 지조, 활기찬 장수
- 교색 : 녹색 - 희망, 자유

## 학교 연혁
- 1930년 9월 1일 점암공립보통학교 개교(성기리)설립인가 5월 27일
- 1938년 4월 1일 점암공립심상소학교로 개칭
- 1939년 8월 6일 모룡리로 교사 이전
- 1941년 4월 1일 점암공립국민학교로 개칭
- 1950년 6월 1일 점암국민학교로 개칭
- 1981년 3월 5일 병설유치원 개원
- 1996년 3월 1일 점암초등학교로 개칭
- 1996년 3월 1일 신안분교장 통합
- 2000년 3월 1일 화계분교장 통합
- 2016년 3월 1일 화계분교장 통폐합
- 2019년 9월 1일 신안분교장 통폐합
- 2022년 2월 11일 제89회 졸업(남6 여4 계 10명 총계 6,682명)
- 2022년 9월 1일 제29대 이효경 교장 부임

## 참고 자료
- 점암초등학교 - 한국교육학술정보원 학교알리미